# Schistidium minimeperichaetiale
Schistidium minimeperichaetiale là một loài Rêu trong họ Grimmiaceae. Loài này được (R. Br. bis) Ochyra mô tả khoa học đầu tiên năm 1998.